# Palaeoniscum
Il paleonisco (gen. Palaeoniscum) è un pesce osseo estinto, appartenente ai paleonisciformi. Visse nel Permiano (circa 280 – 250 milioni di anni fa) e i suoi resti sono stati ritrovati in Europa e in Nordamerica.

## Descrizione
Il corpo di questo pesce era piuttosto affusolato, e raggiungeva i 30 centimetri di lunghezza. L'intero animale possedeva un rivestimento di pesanti scaglie ganoidi; la pinna caudale era notevolmente biforcuta e quella dorsale era molto sviluppata in altezza, a indicare che probabilmente il paleonisco era un buon nuotatore. Il cranio era allungato, con un muso corto dotato di grandi occhi. I denti erano molti e acuminati, e venivano sostituiti quando andavano perduti (come negli odierni squali). La morfologia del paleonisco fa supporre che questo animale, analogamente a molti altri pesci ossei primitivi, possedesse sacche aeree connesse con l'apparato digerente, che fungevano da primitiva vescica natatoria.

## Classificazione
Il paleonisco dà il nome a un intero ordine di pesci ossei, i paleonisciformi (Palaeonisciformes), notevolmente diffuso nel Paleozoico superiore. A questo ordine, classicamente, sono ascritti i più antichi e primitivi tra i pesci ossei, comprese le forme del Devoniano come Cheirolepis. In realtà è probabile che, così inteso, l'ordine sia parafiletico. Il paleonisco rappresentava un piano corporeo piuttosto comune all'interno del gruppo, e molte forme a esso simili prosperarono anche nel corso del Mesozoico (Dicellopyge, Pteronisculus).

Tra le specie più note di paleonisco, da ricordare Palaeoniscum freieslebeni e P. vratislavensis.

## Stile di vita
Questo pesce possedeva le classiche scaglie ganoidi dei pesci ossei primitivi, che appesantivano il nuoto e rendevano lenta la manovra; tuttavia, il paleonisco possedeva anche una forma piuttosto adatta al nuoto veloce, e le ampie e forti pinne dovevano consentire movimenti rapidi. È possibile che questo pesce fosse tra i più rapidi del suo periodo e del suo ambiente.

## Galleria d'immagini

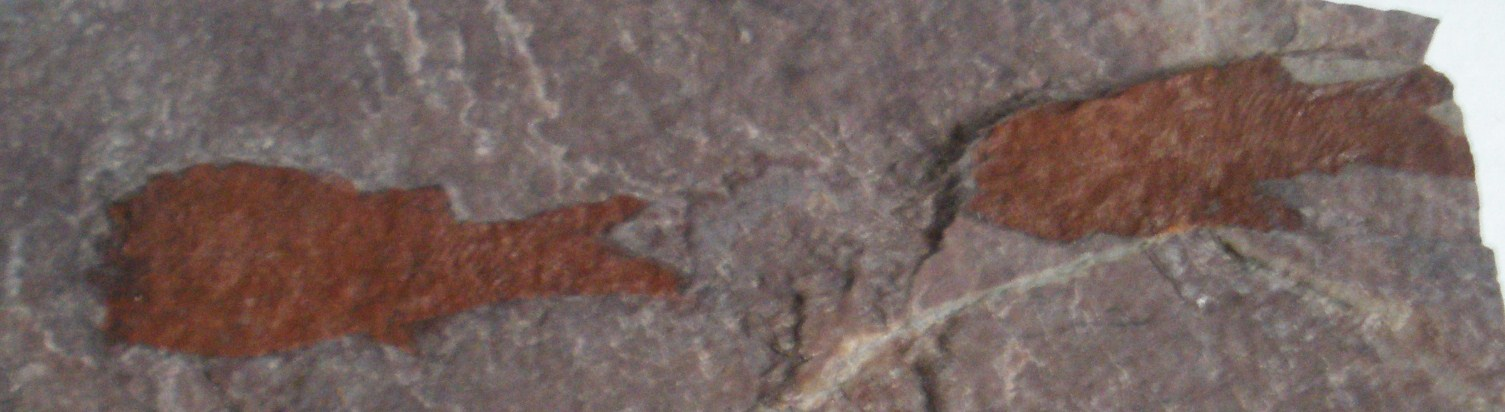
Fossile di Palaeoniscum vratislavensis
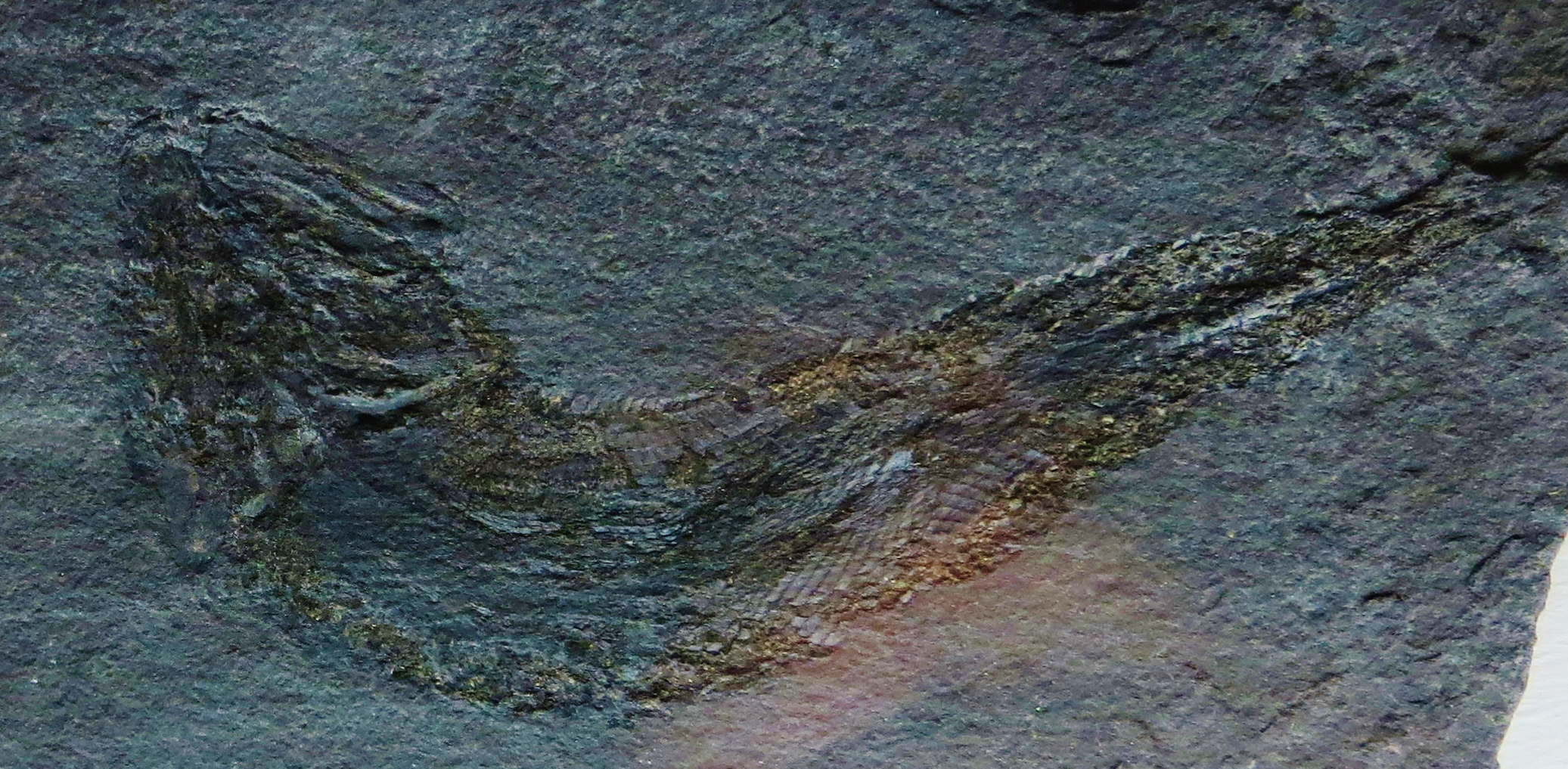
Fossile di Palaeoniscum vratislavensis
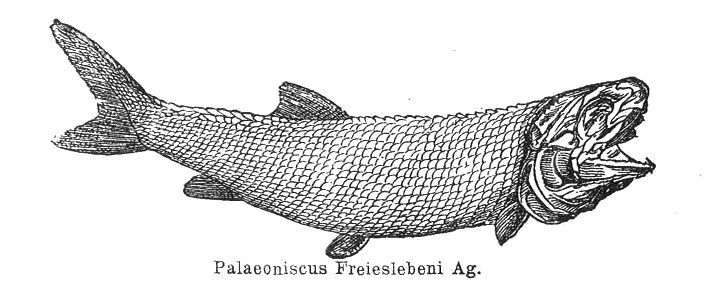
Ricostruzione di Palaeoniscum freieslebeni
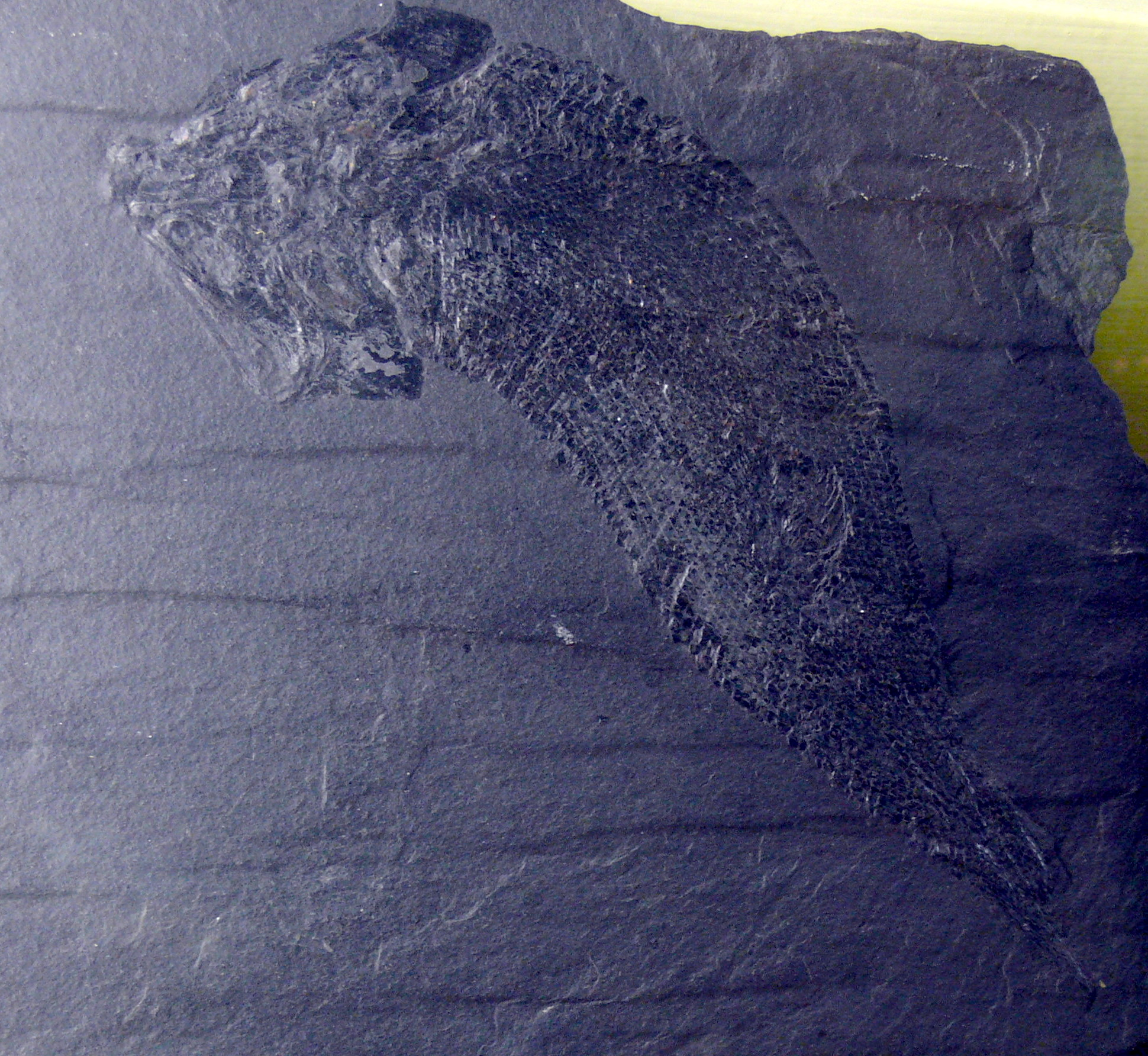
Fossile di Palaeoniscum freieslebeni